# José del Rosario Miranda
José del Rosario Miranda Roa (Caraguatay, 1832-26 de mayo de 1903). Hijo de José del Rosario Miranda y Encarnación Roa, fue un político paraguayo que ocupó el cargo de vicepresidente de Paraguay entre 1886 y 1890. Ingresó en filas del ejército y actuó en la guerra de la Triple Alianza. 
En la posguerra, fue uno de los protagonistas de la reconstrucción nacional. Electo convencional, presidió la magna asamblea y, posteriormente, integró y presidió el Poder Judicial.
Ocupó cargos ministeriales en el gobierno del presidente Jovellanos (Guerra y Marina, Relaciones Exteriores, Justicia, Culto e Instrucción Pública); también actuó en la diplomacia para el arreglo definitivo de tratados de paz, amistad, comercio, navegación y límites con la Argentina y como representante ante la Santa Sede. Como tal le cupo solucionar el entredicho entre el Paraguay y la Santa Sede, a consecuencia del fusilamiento del Obispo Palacios, durante la Guerra de la Triple Alianza. Ocupó escaños en el Parlamento y presidió la Cámara de Diputados.
Electo vicepresidente de la República por el periodo 1886-1890, secundó la labor del presidente Patricio Escobar. Posteriormente fue senador nacional. Retirado a su pueblo natal, falleció el 26 de mayo de 1903.